# Gymnasium Leucorea
Das Gymnasium Leucorea (bis 2024 Luther-Melanchthon-Gymnasium, kurz LMG) ist ein Gymnasium mit drei Standorten („Haus Cranach“, „Haus Hundertwasser“, „Haus Melanchthon“) in Lutherstadt Wittenberg.
Das Gebäude in der Schillerstraße 22 („Haus Hundertwasser“) ist die deutschlandweit einzige Schule, die nach den Ideen und dem Konzept des Wiener Künstlers Friedensreich Hundertwasser umgebaut wurde. Die Planung erfolgte durch die Architekten Peter Pelikan und Heinz M. Springmann. Der Umbau erfolgte von 1997 bis 1999; Hundertwasser, der im Jahr 2000 starb, hat die umgebaute Schule noch gesehen.
Neben dieser Schule gibt es in Sachsen-Anhalt mit der Grünen Zitadelle von Magdeburg einen weiteren Hundertwasser-Bau.

## Geschichte

### Melanchthon-Gymnasium (bis 2006)
Vorläufer des Melanchthon-Gymnasiums ist die Stadtschule Wittenbergs, eine Lateinschule, deren erster „rector scholarum“ (Schulmeister) im Gebäude zwischen Kapelle und Kirchgäßchen zum Markt im Jahr 1371 erwähnt wurde. 1522 war das eigentliche Gründungsjahr der „Hohen Schul zu Wittenberg“. 1564/1565 wurde sie in ein neues dreistöckiges Gebäude mit Lehrerwohnung und vier Klassenräumen in der Jüdenstraße verlegt. Hier hat heute das ELCA Wittenberg Center seinen Sitz. 1702 erhielt die Schule anlässlich des 200-jährigen Bestehens der Universität Wittenberg die Bezeichnung „Lyceum“. Seit 1827 trug sie zusätzlich die Bezeichnung „Königliches Gymnasium“. Seit 1897 hieß die Schule „Melanchthon-Gymnasium“.
In der DDR trug die Schule zunächst den Namen „Melanchthon-Oberschule“ und seit Mitte der 1960er Jahre „Erweiterte Oberschule Philipp Melanchthon“. Seit 1991 hieß sie wieder „Melanchthon-Gymnasium“.
Gebäude

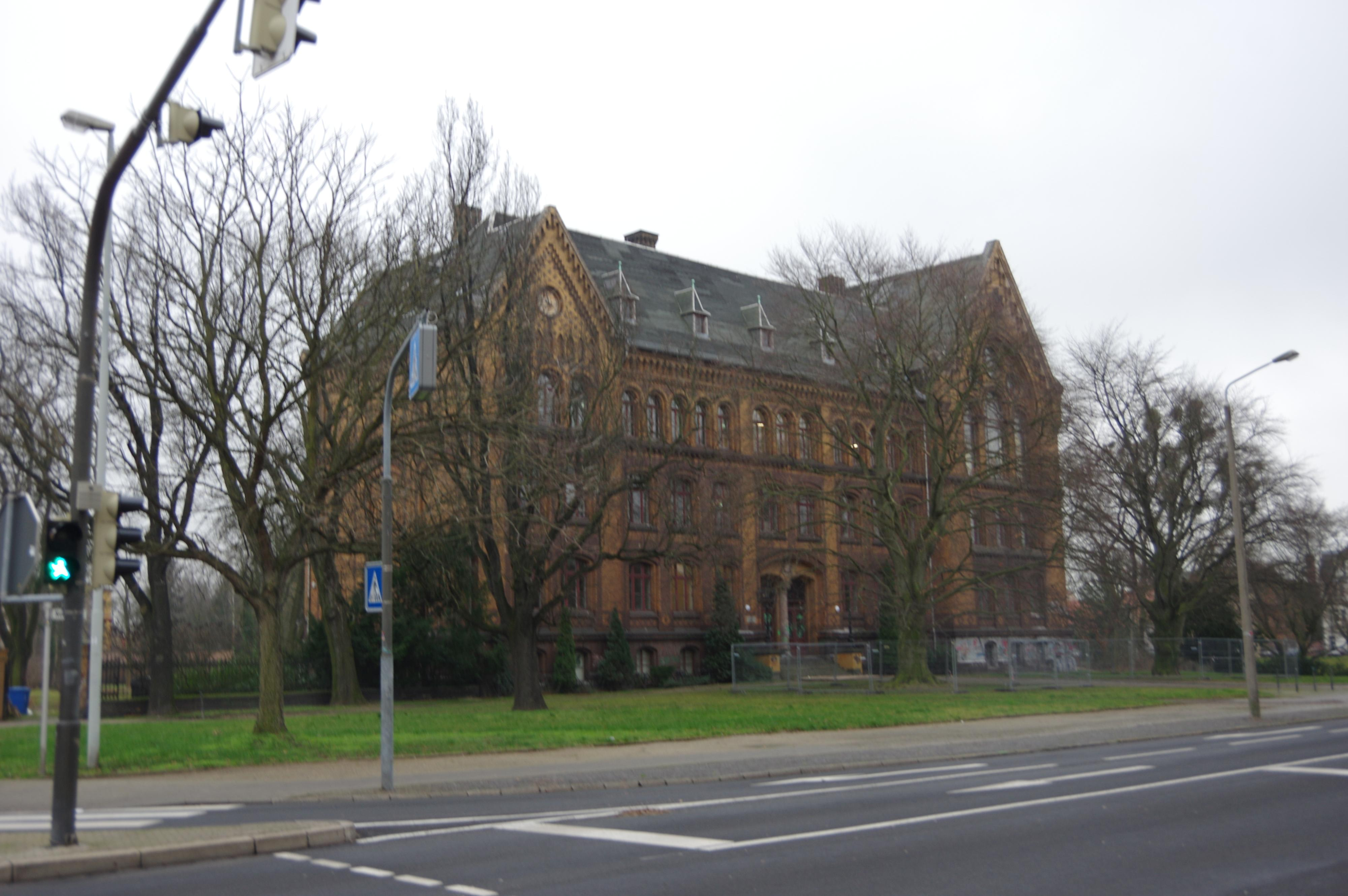
Gebäude in der Neustraße 10b

Am 21. August 1886 wurde der Grundstein für den Neubau des Gymnasiums in der Neustraße / Ecke Lutherstraße gelegt (heute: Standort Haus Melanchthon). Architekt war Franz Schwechten. Am 10. Januar 1888 wurde das Gebäude eingeweiht. Es umfasste drei Stockwerke, eine Hausmeisterwohnung und eine Turnhalle. Hervorzuheben ist die Aula mit dem Wandgemälde „Martin Luther auf dem Reichstag zu Worms“, das von Woldemar Friedrich geschaffen und 1893 zum 410. Geburtstag Martin Luthers eingeweiht wurde. Holzschnitzereien, die Lebensabschnitte Luthers zeigen und eine gewölbte mit Schmuckelementen verzierte Holzdecke sind weitere Charakteristika des Raumes. 1897 wurden neben dem Wandgemälde zwei Gedenktafeln aus dunkelrotem Granit mit Goldschrift für 19 Schüler eingeweiht, die Opfer der Kriege 1866 und 1870/71 geworden waren. Die künstlerische Gestaltung erfolgte durch den Bildhauer Hans Arnoldt, einen ehemaligen Schüler des Gymnasiums.
Das Gebäude des Hauses Melanchthon steht unter Denkmalschutz. Seit 2011 wurde es aus Brandschutzgründen nur noch teilweise genutzt, von 2013 bis 2015 war es baupolizeilich gesperrt. Aufgrund der gravierenden Mängel des Gebäudes wurden eine Feuertreppe und Fluchttüren eingebaut, bevor der Verein „Reformationsjubiläum 2017“ das Gebäude von 2016 bis 2017 als Büro und Veranstaltungsort nutzte.
Wegen der Tradition des Hauses und aufgrund seines zusätzlichen Raumbedarfs erhielt das Luther-Melanchthon-Gymnasium das Haus zurück: bis zu 300 Schüler der Jahrgangsstufen 11 und 12 werden hier beschult. In Abstimmung mit dem Denkmalschutz erhielt das Dach wieder eine Schieferdeckung, die Bodenplatte wurde komplett erneuert und die Klassenräume, Büros und Sanitäranlagen sowie die Turnhalle wurden von Grund auf modernisiert. Auch die Außenanlagen erhielten wieder ihren ursprünglichen Parkcharakter.

### Martin-Luther-Gymnasium (bis 2006)
Im Jahr 1975 wurde in der Straße der Völkerfreundschaft im Ortsteil Friedrichstadt eine DDR-Plattenbauschule vom Typ „Erfurt II“, bestehend aus zwei Querriegeln und einem verbindenden Mitteltrakt, errichtet. In ihr waren die Polytechnischen Oberschulen „Erich Weinert“ und „Hans Lorbeer“ untergebracht. Die POS Hans Lorbeer war eine Spezialschule mit erweitertem Russischunterricht ab der 3. Klasse. 1991 wurden im Gebäudekomplex die „Grundschule am Trajuhnschen Bach“ und das „Gymnasium am Trajuhnschen Bach“ gegründet. Letzteres erhielt später den Namen Martin-Luther-Gymnasium. Es war nach dem Melanchthon-Gymnasium und dem Lucas-Cranach-Gymnasium das dritte der Stadt Wittenberg.

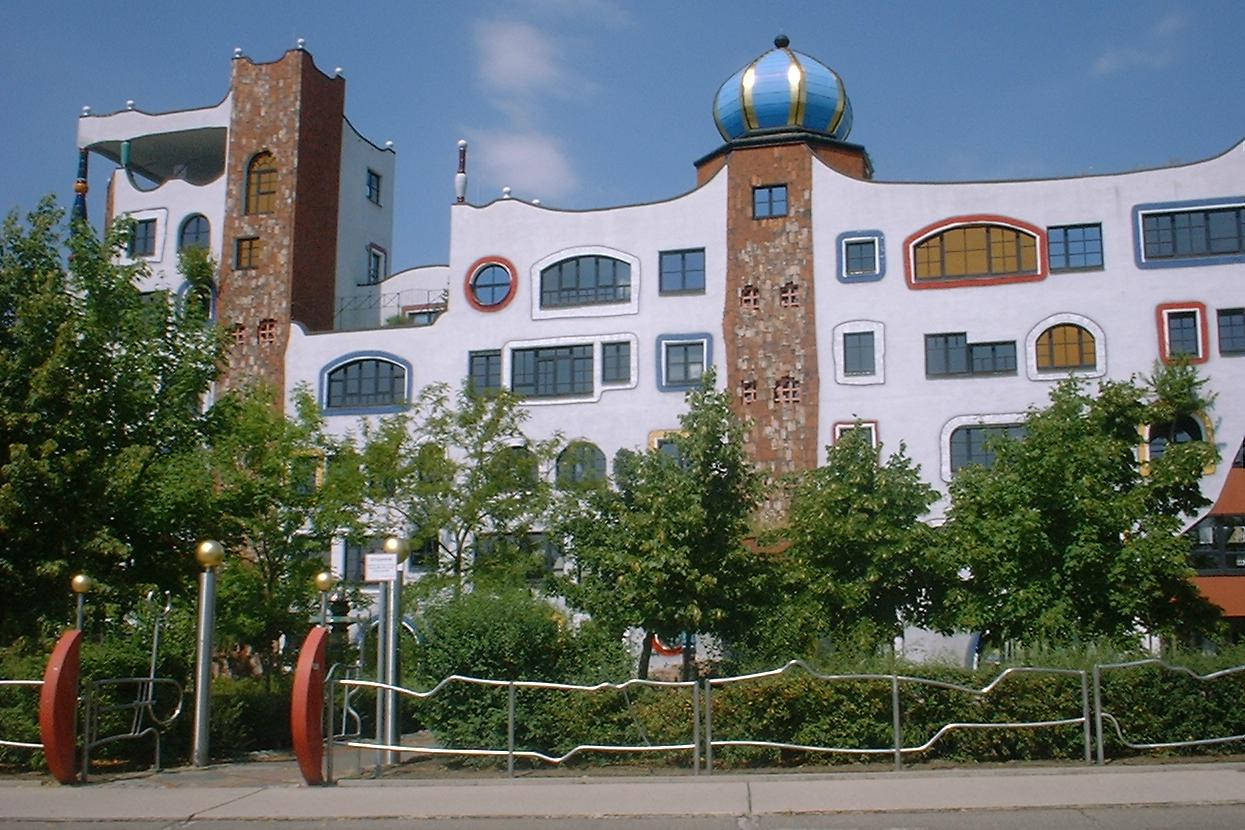
Hundertwasserschule, Südseite (2006)

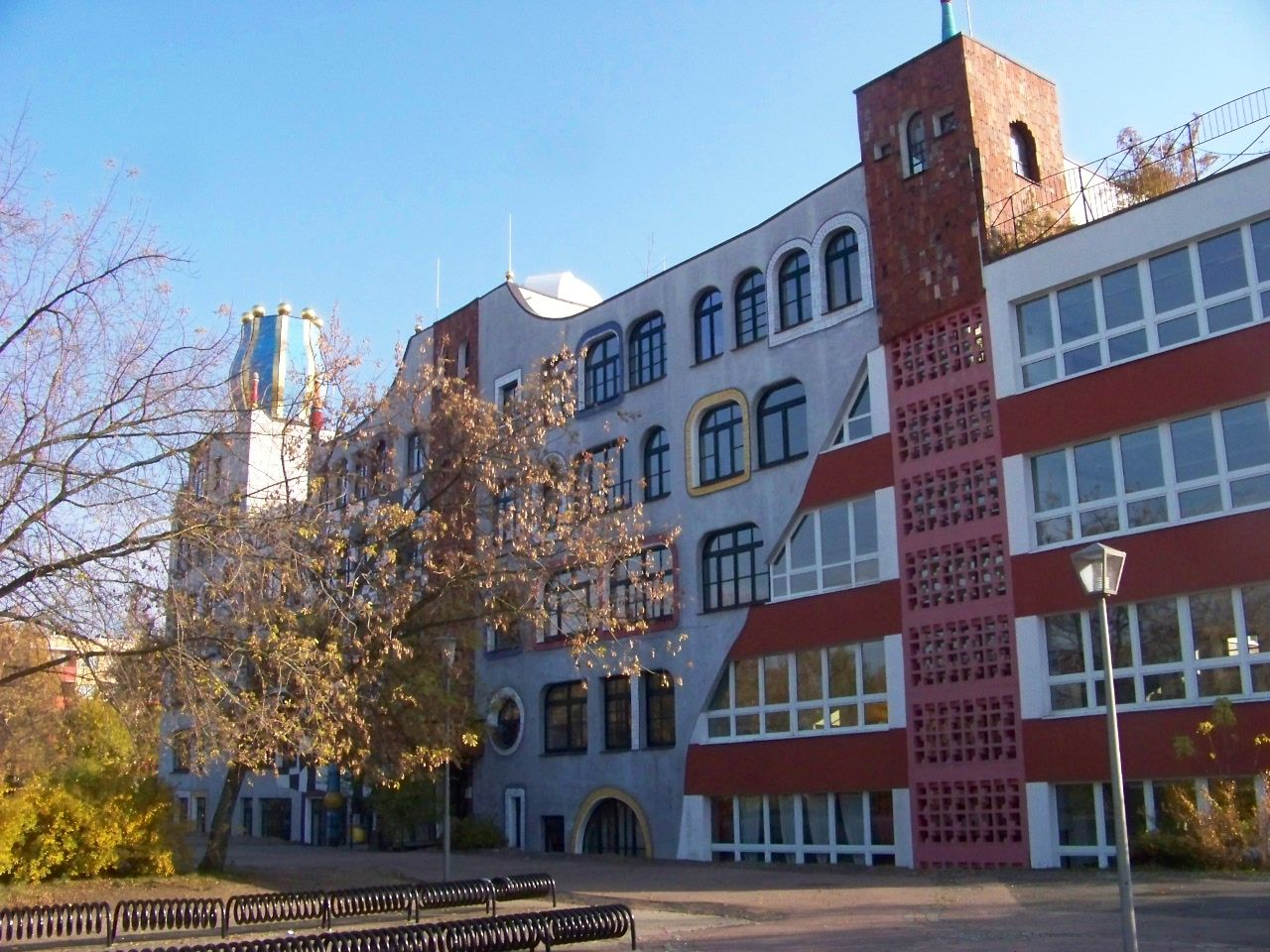
Hundertwasserschule, Nordseite (2010)

Bekannt ist es heute aber vor allem als „Hundertwasser-Schule“, da das Gebäude der beiden Schulen zwischen 1997 und 1999 nach Entwürfen von Friedensreich Hundertwasser umgebaut wurde.
Aus dem einfachen DDR-Plattenbau wurde ein Gebäude mit vielen Grünflächen, mit aus Fenstern wachsenden Bäumen, goldenen Kuppeln und ohne gerade Linien. Diese waren bei dem Wiener Künstler streng verpönt. Zusammen mit der Außenfassade wurde auch der Innenbereich des Gymnasiums teilsaniert und dem Stil angepasst. Die einzelnen Etagen spiegeln die vier Elemente Feuer, Wasser, Erde, Luft, sowie zusätzlich ein Regenbogenelement wider, diese Idee stammte aber nicht von Friedensreich Hundertwasser.
2006 landete das Martin-Luther-Gymnasium auf Platz 3 bei der von der Zeitschrift UNICUM veranstalteten Wahl zur „Schule des Jahres“.

### Luther-Melanchthon-Gymnasium (2006–2024)
Am 1. August 2006 fusionierten das Martin-Luther-Gymnasium und das Melanchthon-Gymnasium zum Luther-Melanchthon-Gymnasium mit den Standorten „Haus Hundertwasser“ (Schillerstraße 22a) und „Haus Melanchthon“ (Neustraße 10b).
Im fusionierten Gymnasium wurden alle Klassenstufen ab Klasse 5 unterrichtet. Die durchschnittliche Schülerzahl lag bei ca. 1000.
Das Luther-Melanchthon-Gymnasium war Bestandteil des Netzwerkes „Europaschulprojekt des Landes Sachsen-Anhalt“ und im Besitz des Europäischen Sprachensiegels. Durch seine zahlreichen Kontakte zu Partnerschulen rund um die Welt bot das Luther-Melanchthon-Gymnasium besondere Möglichkeiten für die Schüler. Zum schulischen Leben gehörten der eigene Schulchor „LutherVoices“ sowie der Oberstufenchor, eine Jahrbuchredaktion und mehrere weitere Projekte.

### Gymnasium Leucorea (seit 2024)
Am 1. August 2024 fusionierte das Luther-Melanchthon-Gymnasium mit dem Lucas-Cranach-Gymnasium, das als Standort „Haus Cranach“ (An der Stiege 6A im Ortsteil Piesteritz) Teil des Gymnasiums wurde.
Am 18. November 2024 beschloss der Kreistag des Landkreises Wittenberg, dass das nunmehr einzige Gymnasium in Lutherstadt Wittenberg mit seinen drei Schulstandorten den Namen „Gymnasium Leucorea“ tragen solle. Er begründete die Namenswahl so: "Der Name 'Leucorea' ist die griechische Übersetzung von Wittenberg ('leukos' für weiß und 'oros' für Berg) und symbolisiert das kulturelle Erbe der Stadt. Er verweist auf das reformatorische Wirken Martin Luthers, den Humanismus und die Bildungsphilosophie Melanchthons und die künstlerische Strahlkraft Lucas Cranachs bis hin [zu] Friedensreich Hundertwasser sowie die innovative Bedeutung der historischen Universität Leucorea.

## Berühmte Schüler des Melanchthon-Gymnasiums
- Ferdinand von Lochow (1849–1924), Pflanzenzüchter
- Curt Schulze (1881–1966), Veterinärmediziner
- Eberhard Schmidt (1891–1977), Professor für Straf- und Strafprozessrecht
- Kurt Kummer (1894–1966), Ministerialbeamter
- Ernst Koch (1899–1973), Bibliothekar
- Walter Tollmien (1900–1968), Strömungsphysiker
- Helmut Kraatz (1902–1983), Gynäkologe
- Erwin Wickert (1915–2008), Diplomat
- Helmut Rippl (1925–2022), Garten- und Landschaftsarchitekt
- Richard Wiener (* 1927), Patentanwalt, Ehrenbürger von Lutherstadt Wittenberg
- Hans-Jürgen Thiers (1929–2019), Komponist und Dirigent
- Wolfgang Wünsch (1929–2021), Organist
- Richard Ritterbusch (1930–2016), Dramaturg und Drehbuchautor
- Helmut Strehl (1931–2019), Bauingenieur, Hochschullehrer
- Jürgen Storost (* 1940), Romanist
- Reiner Haseloff (* 1954), Politiker (CDU), Ministerpräsident von Sachsen-Anhalt
- Hans-Eckardt Wenzel (* 1955), Liedermacher
- Claudia Wenzel (* 1959), Schauspielerin